# Jorge Flores
Jorge Flores – ekwadorski zapaśnik walczący w obu stylach. Srebrny i brązowy medalista igrzysk boliwaryjskich w 1993. Piąty na mistrzostwach Ameryki Płd. w 1990 roku.